# Винсент Мун
Винсент Мун (фр. Vincent Moon) — французский независимый режиссёр, главным образом, известный своими короткими, содержащими живое исполнение музыки, фильмами, снятыми с музыкантами инди-рок сцены, и всемирно известными музыкантами, такими как Том Джонс, R.E.M. и Arcade Fire. Также, он снимает экспериментальные и документальные фильмы.
Его фильм о японском музыканте Kazuki Tomokawa «La Faute Des Fleurs» (2009) победил в номинации Sound & Vision Award на Копенгагенском международном фестивале документального кино CPH:DOX в ноябре 2009 года.
С января 2009 года он живёт в дороге, экспериментируя с полевыми записями и видео, путешествуя по всему миру в поисках редких музыкантов для своих фильмов. Сейчас он работает в одиночку, или с людьми, которых встречает в пути, осуществляя большую часть проектов без вовлечения денег, пытаясь пересмотреть рамки киноиндустрии в XXI веке.

## Обзор
В 2006 году человек по имени Chryde, основатель сайта La Blogothèque, в поисках нового стиля музыкального видео и нового способа обмена музыкой, предложил Винсенту Муну снять видео с парижскими музыкантами. Таким образом появился проект Take-Away Show (англ.) (французское название Les Concerts à Emporter) — музыкальные видео, снятые, как правило, за один дубль, в живом и очень быстром съемочном процессе. Первое видео проекта Take-Away Show сделано с группой The Spinto Band. Для проекта Take-Away Show Винсентом Муном было снято более 120 музыкальных сессий, содержащих, в основном, две, или три песни. Среди участников Take-Away Show такие группы и исполнители, как Bon Iver, Yeasayer, Liars (англ.), R.E.M., Arcade Fire, Том Джонс, The Ex, De Kift, Stephen Malkmus (англ.), Scout Niblett (англ.), Sigur Rós, Efterklang, Slaraffenland, Caribou, Vic Chesnutt (англ.), Architecture in Helsinki, The National, The Shins, Andrew Bird (англ.), Okkervil River (англ.), Xiu Xiu (англ.), Sufjan Stevens, David Bazan (англ.), Beirut.
Майкл Стайп, увидев работы Муна, пригласил его сделать видео-проект для R.E.M. В результате, в сотрудничестве с режиссёром Jeremiah, Мун сделал интернет-проекты Supernatural Superserious, ninetynights.com и фильм для большого экрана Six Days, This Is Not A Show.
Среди других проектов, в 2009 году вместе с Nathanael Le Scouarnec, Винсент Мун снял фильм Burning (смотреть тизер фильма) с шотландской группой Mogwai.
В августе 2010 года Винсент Мун совместно с группой Efterklang снял абстрактно-документальный фильм An Island (Остров) (смотреть тизеры: 1, 2, 3). Для Винсента Муна «An Island» — первый проект такого масштаба. Всемирная премьера An Island в феврале 2011 года была реализована авторами фильма как уникальный интерактивный проект Private-Publish Screenings of «An Island», в котором приняли участие люди из множества городов всего мира. Проект Private-Publish Screening of An Island положил начало новому способу распространения кино.
Сегодня Винсент Мун продолжает снимать короткие музыкальные фильмы с возрастающим интересом к незападным музыкальным традициям, он работает в Аргентине, Чили, Камбодже, Египте, Японии, Новой Зеландии, Исландии, Бразилии. В 2011 году он начинает работу над своей новой коллекцией записей, сделанных по всему миру — Petites Planètes, посвященной экспериментам в отношении изображения и звука.
Фильмы Винсента Муна отличаются от искусственности традиционных музыкальных видео в пользу уникальности момента исполнения, в особенности, акустических сессий (англ.). Он использует форму «партизанского» стиля (guerrilla film making) — импровизационной съемки исполнения музыки в необычной обстановке; и результат этого часто выглядит как очень живая этюдная зарисовка. Наряду с полевыми записями Alan Lomax (англ.), или Peel Sessions of John Peel (англ.), Винсент Мун создал большую коллекцию уникальных записей (более 500 видео), отличающихся авторскими художественными решениями.

## Визуальный стиль
В своем видео Винсент Мун использует теплый цветовой баланс и повышенную контрастность, таким образом, чёрный и жёлтый оказываются основными цветами его палитры. Он ссылается на влияние таких режиссёров экспериментального кино, как Петер Черкасски, Стэн Брекидж, и режиссёров этнографического кино Жан Руш, Роберт Гарднер.

## Съемки в Российской Федерации

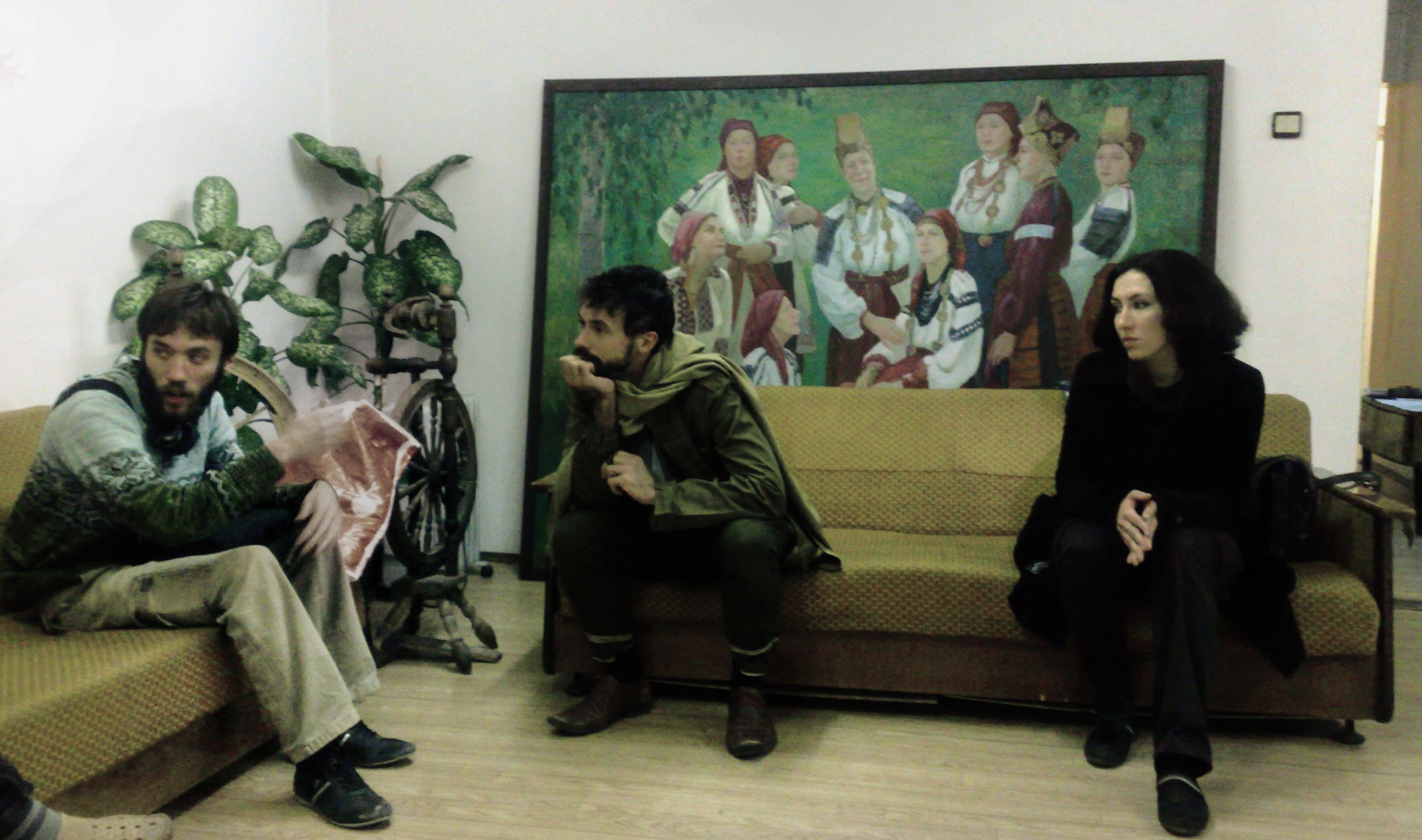
Булат Халилов, Винсент Мун и Елена Сахнова на кафедре этномузыкологии во ВГАИ

В период с 31 августа по 8 ноября 2012 года Винсент Мун посетил ряд исторических регионов Российской Федерации и снял серию фильмов о музыкальной культуре Кабардино-Балкарии, Адыгеи, Чечни, Дагестана, Северной Осетии, Калмыкии, Карелии, Центрального Черноземья, а также видео-портреты независимых музыкантов Суздаля, Санкт-Петербурга и Москвы.
В каждом регионе были проведены открытые творческие встречи и показы фильмов Винсента Муна.
Предварительная организация экспериментального проекта Russian Project by Vincent Moon осуществлялась, в основном, через сеть Интернет (через социальные сети), она заняла больше полутора лет и вовлекла несколько десятков человек из разных регионов России. В основную команду организаторов вошли Елена Сахнова (г. Воронеж), Булат Халилов (г. Нальчик) и Светлана Кизяева (г. Москва).
Целями проекта организаторы назвали:
— создание открытого архива документальных записей, отражающих традиционную культуру народов России;
— восстановление контактов между людьми разных конфессий и национальностей, населяющих территорию Российской Федерации.
В Воронежской области проект был поддержан Фондом им. А. А. Хованского, в Карелии —- Национальной библиотекой и Центром национальной культуры республики Карелия.
В остальных регионах проект осуществлялся на личные средства режиссёра, организаторов и участников.
Одной из своих основных задач организаторы видели сохранение полной независимости контента проекта за счет поиска принципиально новых решений, лежащих вне схем современного кинопроизводства.

### Фильмография российского проекта
Итогом проекта стали 40 короткометражных фильмов (в их числе серия OKO. Carnets de Russie), около 30 ауттейков (короткометражных фильмов, не вошедших в основную серию), 20 цифровых альбомов.
Полный список фильмов:
- CIRCASSIA — ЧЕРКЕССИЯ — фильм о черкесской традиционной музыке. Кабадино-Балкария и Адыгея, Россия, сентябрь 2012. Страница фильма на официальном сайте Винсента Муна.
- OKO • BULAT GAZDANOV ORCHESTRA (Ossétie du Nord) — Оркестр Булата Газданова, Северная Осетия-Алания, Россия, сентябрь 2012. Страница фильма на официальном сайте Винсента Муна.
- OKO • BULAT GAZDANOV (outtake) — Оркестр Булата Газданова, Северная Осетия-Алания, Россия, сентябрь 2012. Страница фильма на официальном сайте Винсента Муна.
- OKO • KONA (paganisme en Ossétie duNord) — Ансамбль Къона, Северная Осетия-Алания, Россия, сентябрь 2012. Страница фильма на официальном сайте Винсента Муна.
- OKO • KONA (outtake) — Ансамбль Къона, Северная Осетия-Алания, Россия, сентябрь 2012. Станица фильма на официальном сайте Винсента Муна.
- OKO • FYDALTY NAMYS (polyphoniesvocales d’Ossétie du Nord) — Осетинский ансамбль «Фыдалты намыс», Северная Осетия-Алания, Россия, сентябрь 2012. Страница фильма на официальном сайте Винсента Муна.
- OKO • FYDALTY NAMYS (outtake) — Осетинский ансамбль «Фыдалты намыс», Северная Осетия-Алания, Россия, сентябрь 2012. Страница фильма на официальном сайте Винсента Муна.
- LE GRAND JIHAD • soufisme enTchétchénie (1) — Запись суфийского зикра, Чечня, Россия, сентябрь 2012. Страница фильма на официальном сайте Винсента Муна.
- LE GRAND JIHAD • soufisme enTchétchénie (2) — Запись суфийского зикра, Чечня, Россия, сентябрь 2012. Страница фильма на официальном сайте Винсента Муна.
- LE GRAND JIHAD • soufisme enTchétchénie (3) — Запись суфийского зикра, Чечня, Россия, сентябрь 2012. Страница фильма на официальном сайте Винсента Муна.
- LE GRAND JIHAD • soufisme enTchétchénie (4) — Запись суфийского зикра, Чечня, Россия, сентябрь 2012. Страница фильма на официальном сайте Винсента Муна.
- LE GRAND JIHAD • soufisme enTchétchénie (5) - Запись суфийского зикра, Чечня, Россия, сентябрь 2012. Страница фильма на официальном сайте Винсента Муна.
- LE GRAND JIHAD (outtake 1) — Запись суфийского зикра, Чечня, Россия, сентябрь 2012. Страница фильма на официальном сайте Винсента Муна.
- LE GRAND JIHAD (outtake 2) — Запись суфийского зикра, Чечня, Россия, сентябрь 2012. Страница фильма на официальном сайте Винсента Муна.
- LE GRAND JIHAD (outtake 3) — Запись суфийского зикра, Чечня, Россия, сентябрь 2012. Страница фильма на официальном сайте Винсента Муна.
- OKO •NUR-ZHOVKHAR (chansons de Tchétchénie) — Ансамбль «Нур Жовхар», Чечня, Россия, сентябрь 2012. Страница фильма на официальном сайте Винсента Муна.
- MUI GASANOVA (VOYAGE EN DAGESTAN). — портрет Муи Гасановой — Страница фильма на официальном сайте Винсента Муна.
- OKO • YANGDRUB (rituel bouddhiste enKalmoukie) — Запись ритуала Янгдруб. Центральный хурул г. Элиста, Калмыкия, Россия, октябрь 2012. Страница фильма на официальном сайте Винсента Муна.
- OKO • BAATR MANDJIEV (chansons dupoème épique Jangar de Kalmoukie) — Баатр Манджиев, Калмыкия, Россия, октябрь 2012. Страница фильма на официальном сайте Винсента Муна.
- OKO • DMITRY SHARAYEV (chansonstraditionnelles de Kalmoukie) — Дмитрий Шараев, Калмыкия, Россия, октябрь 2012. Страница фильма на официальном сайте Винсента Муна.
- OKO • ERDM (chansons populaires deKalmoukie) — Ансамбль «Эрдм», Калмыкия, Россия, октябрь 2012. Страница фильма на официальном сайте Винсента Муна.
- OKO • ERDM (outtake) — Ансамбль «Эрдм», Калмыкия, Россия, октябрь 2012. Страница фильма на официальном сайте Винсента Муна.
- BELOGORKIY MONASTERY — фильм о Белогорском Воскресенском мужском монастыре, Воронежская область, Россия, октябрь 2012. Работа над фильмом ещё не завершена. Страница фильма на официальном сайте Винсента Муна.
- OKO • LES FEMMES DE LA TERRE NOIRE (ensemble Svetlitsa) - Серия «Женщины Черноземья». Ансамбль «Светлица». хутор Рыбный, с. Ольховатка, Россошанский район Воронежской обл., Россия, октябрь 2012. Страница фильма на официальном сайте Винсента Муна.
- OKO • LES FEMMES DE LA TERRE NOIRE (ensemble Puzevo) — Серия «Женщины Черноземья». Ансамбрь села Пузево, Бутурлиновский района Воронежской области, Россия, октябрь 2012. Страница фильма на официальном сайте Винсента Муна.
- OKO • LES FEMMES DE LA TERRE NOIRE (ensemble Vereya & Anastasia Ivonivna) — Серия «Женщины Черноземья». Ансамбль «Верея» и Анастасия Ивонина, с. Никольское, Воробьевский район Воронежской обл., Россия, октябрь 2012. Страница фильма на официальном сайте Винсента Муна.
- OKO • LES FEMMES DE LA TERRE NOIRE (ensemble Gvazda) — Серия «Женщины Черноземья». Ансамбль села Гвазда, Бутурлиновский район Воронежской обл., Россия, октябрь 2012. Страница фильма на официальном сайте Винсента Муна.
- OKO • LES FEMMES DE LA TERRE NOIRE (ensembles Ilovka et Podserdneye) — Серия «Женщины Черноземья». Ансамбли сел Иловка и Подсереднее. Записано в с. Иловка, Алексеевского района Белгородской области, Россия, октябрь 2012. Страница фильма на официальном сайте Винсента Муна.
- OKO • LES FEMMES DE LA TERRE NOIRE (ensemble Volya) — Серия «Женщины Черноземья». Ансамбль «Воля», Воронеж, Россия, октябрь 2012. Страница фильма на официальном сайте Винсента Муна.
- OKO • LES ENSEMBLES DE LA NOSTALGIE (ensemble KANTELE) — Серия «Ансамбли ностальгии». «Кантеле», Карелия, Россия, октябрь 2012. Страница фильма на официальном сайте Винсента Муна.
- OKO • LES ENSEMBLES DE LA NOSTALGIE (ensemble VEPSIAN NATIONAL CHORUS) — Серия «Ансамбли ностальгии». Вепсский национальный хор, Карелия, Россия, октябрь 2012. Страница фильма на официальном сайте Винсента Муна.
- OKO • LES ENSEMBLES DE LA NOSTALGIE (ensemble SATTUMA) — Серия «Ансамбли ностальгии». «Саттума». Карелия, Россия, ноябрь 2012. Страница фильма на официальном сайте Винсента Муна.
- OKO • LES ENSEMBLES DE LA NOSTALGIE (ensemble MEIJÄN PAJO) — Серия «Ансамбли ностальгии». «MEIJÄN PAJO», Карелия, Россия, ноябрь 2012. Страница фильма на официальном сайте Винсента Муна.
- OKO • LES ENSEMBLES DE LA NOSTALGIE (ensemble TOIVE) — Серия «Ансамбли ностальгии». «Тойве». Карелия, Россия, октябрь 2012. Страница фильма на официальном сайте Винсента Муна.
- OKO • LES ENSEMBLES DE LA NOSTALGIE (ensemble TOIVE) outtake — Серия «Ансамбли ностальгии». «Тойве». Карелия, Россия, октябрь 2012. Страница фильма на официальном сайте Винсента Муна.
- OKO • ISTOKI Experience — Карелия, Россия, ноябрь 2012. Работа над фильмом ещё не окончена. Страница фильма на официальном сайте Винсента Муна.
- OKO • ELENA SHLOMINA (chansons de Russie) — Елена Шломина, Суздаль, Россия, октябрь 2012. Страница фильма на официальном сайте Винсента Муна.
- OKO • RADA (voyage chamanique à Moscou) — Рада Анчевская, Москва, октябрь 2012. Страница фильма на официальном сайте Винсента Муна.
- The Retuses: live in Moscow , Москва, ноябрь 2012.
- Arthur Larrue— a sonic wander with french writer Arthur Larrue in Saint Petersburg, November 2012, Saint Petersburg, Russia.

Согласно лицензии Creative Commons Attribution-NonCommercial-ShareAlike, все фильмы доступны для бесплатного просмотра в сети Интернет и для открытых бесплатных показов в любой точке мира.
Продолжением сотрудничества Винсента Муна и организаторов его съемок в России стал масштабный долгосрочный проект EURASIA, объединяющий в своем маршруте Россию и страны Центральной Азии и Ближнего Востока.